# Dino Dini (Spieleentwickler)
Dino Dini (* 5. Juni 1965) ist ein auf Fußballsimulationen spezialisierter britischer Videospielentwickler. 
Dino Dini, der Sohn italienischer Einwanderer, begann bereits als Teenager Ende der 1970er-Jahre zu programmieren. Zu seinen Werken gehören einflussreiche Spiele wie Kick Off, Player Manager, Goal und Dino Dini's Soccer. Derzeit ist er Dozent für Spieleprogrammierung im IGAD-Programm von NHTV internationaal hoger onderwijs Breda.